# Бергер, Марко
Марко Бергер (исп. Marco Berger; род. 8 декабря 1977, Буэнос-Айрес, Аргентина) — аргентинский кинорежиссёр, сценарист, кинопродюсер и монтажёр.

## Биография
Марко Бергер родился 8 декабря 1977 года в Буэнос-Айресе (Аргентина). После учёбы в Университете кино в Буэнос-Айресе дебютировал в 2007 году короткометражными лентами «Последняя воля» (исп. Última voluntad) и «Часы» (исп. El reloj). Его первый полнометражный фильм «План Б», в основу сюжета которого легла история юноши, что совратила бойфренда своей подруги, был представлен на многих кинофестивалях.
В 2011 году вышел второй полнометражный фильм Марко Бергера «Отсутствующий», который принимал участие в 61-м Берлинском кинофестивале и получил там премию «Тедди» как лучший художественный фильм с формулировкой за «оригинальный сценарий, инновационно эстетический и тонкий подход, который создает динамизм и уникальное сочетание гомоэротичного желания, неизвестности и драматического напряжения».
Фильм Марко Бергера «Бабочка» (2015) принимал участие в программе Панорама на 65-м Берлинском кинофестивале и в программе Солнечный зайчик 45-го Киевского международного кинофестиваля «Молодость».

## Фильмография
- 2009 — План Б / Plan B
- 2011 — Отсутствующий / Ausente
- 2012 — Сексуальное напряжение, Часть 1: Нестабильный[укр.] / Tensión sexual, Volumen 1: Volátil (совместно с Марсело Монако)
- 2013 — Сексуальное напряжение, Часть 2: Фиалки[фр.] / Tensión sexual, Volumen 2: Violetas (совместно с Марсело Монако)
- 2013 — Гавайи[англ.] / Hawaii
- 2015 — Бабочка / Mariposa
- 2016 — Тхэквондо / Taekwondo (совместно с Мартином Фарина)
- 2019 — Блондин[исп.] / Un rubio
- 2020 — Юный охотник[исп.] / El cazador